# 富民県
富民県（ふみんけん）は中華人民共和国雲南省昆明市に位置する県。

## 歴史
前109年（元封2年）、前漢により秦臧県が設置され益州郡に属した。三国時代に益州郡が建寧郡に、東晋時代には晋寧郡に改称されるなど行政改編が行われた。
富民県の名称が史書に登場するのは元代の1275年（至元12年）の設置による。以降名称が沿襲され、1958年に昆明市に帰属するようになり現在に至っている。
2007年に、勤労郷・梨華村森林保護区内にある老首山が石の切り出しにより荒廃し禿山となってしまったため、地元住民から植樹して緑化するよう要求された県政府が、20日間にわたって数十人の作業員を動員して船舶用ブランドの油性ペンキを山の壁面に噴射し続けて、山を「緑化」したことで世界的に注目された。

## 行政区
下部に2街道、5鎮を管轄する。
- 永定街道
- 大営街道
- 羅免鎮
- 赤鷲鎮
- 東村鎮
- 款荘鎮
- 散旦鎮

## 交通

### 道路
- 高速道路
  - 京昆高速道路
- 国道
  - G108国道